# 61*
Pour plus de détails, voir Fiche technique et Distribution.
61* est un téléfilm américain de 129 minutes diffusé pour la première fois sur HBO le 28 avril 2001. Réalisé par Billy Crystal, il retrace la quête du record de coups de circuits de Babe Ruth sur une saison (60 en 1927) par deux autres joueurs des New York Yankees durant l'été 1961 : Mickey Mantle et Roger Maris. Fan des New York Yankees, Billy Crystal était passionné par les évènements en tant que supporter assidu des  NY Yankees et il connaissait personnellement Mickey Mantle durant les dernières années de sa vie. Crystal n'a évidemment pas laissé passer l'occasion de se replonger dans son enfance quand ce projet prit corps. De fait, il a soigné chaque détail afin de coller à la réalité. Ainsi, le scénario tente au maximum de coller à cette réalité.

## Fiche technique
- Titre original : 61*
- Réalisation : Billy Crystal
- Scénario : Hank Steinberg
- Musique : Marc Shaiman
- Photographie : Haskell Wexler
- Montage : Michael Jablow
- Décors : Rusty Smith
- Costumes : Dan Moore
- Direction artistique : Denise Hudson
- Production : Robert F. Colesberry

Producteurs délégués : Billy Crystal, Ross Greenburg
Producteur exécutif : Carl S. Griffin
Coproducteurs : Charles J. Lindsay, Nellie Nugiel, Joe Seldner et Samantha Sprecher
- Sociétés de production : HBO et Face Productions
- Distribution :  HBO (TV),  Elephant Films (DVD)
- Genre : film sportif, biopic, drame
- Durée : 129 minutes
- Pays d'origine :  États-Unis
- Langue originale : anglais
- Dates de sortie[1] :

 États-Unis : 28 avril 2001 (à la télévision)
 France : 11 septembre 2001 (en DVD)

## Distribution
- Barry Pepper : Roger Maris
- Thomas Jane : Mickey Mantle
- Anthony Michael Hall : Whitey Ford
- Richard Masur : Milt Kahn
- Bruce McGill : Ralph Houk
- Chris Bauer : Bob Cerv
- Jennifer Crystal : Pat Maris (en 1961)
- Pat Crowley : Pat Maris (en 1998)
- Christopher McDonald : Mel Allen
- Bob Gunton : Dan Topping
- Donald Moffat : Ford Frick
- Joe Grifasi : Phil Rizzuto
- Peter Jacobson : Artie Green
- Seymour Cassel : Sam Simon
- Robert Joy : Bob Fishel
- Michael Nouri : Joe DiMaggio
- Tom Candiotti : Hoyt Wilhelm

## Production

### Recréer l'ancien Yankee Stadium
Rénové au milieu des années 1970, le Yankee Stadium n'a plus son cachet d'autrefois. Billy Crystal alla tourner ses scènes de stade à Détroit, au Tiger Stadium. Cette mythique enceinte avait été inaugurée en 1912 et possédait de nombreux points communs avec l'ancien Yankee Stadium. Des travaux furent toutefois nécessaires afin de grimer le stade. Les sièges furent notamment provisoirement repeint du même vert clair que celui du Yankee Stadium avant sa rénovation. Le Tiger Stadium ne possédait toutefois que deux étages contre trois au Yankee Stadium. Cet étage manquant fut ajouté en images de synthèse.

### Casting
La pratique du baseball et la ressemblance physique avec les personnages sont les deux axes du casting. Barry Pepper et Thomas Jane qui campent Roger Maris et Mickey Mantle font plus qu'illusion à ces niveaux. Billy Crystal avait remarqué Barry Pepper dans Il faut sauver le soldat Ryan (1998) et avait alors immédiatement noté sa ressemblance physique avec Maris. Thomas Jane est également physiquement très convaincant dans son rôle de Mantle, toutefois, il n'avait jamais joué au baseball. Il fut coaché afin de faire illusion pendant les prises.
Une scène est insérée dans le générique en hommage au père de Billy Crystal. L'enfant qui joue le rôle de Billy Crystal enfant est le petit-fils de Mickey Mantle.

## Récompenses
Nommé douze fois aux Emmy Awards 2001, le film est récompensé par deux Emmys : le casting et le son. Barry Pepper fut nommé aux Golden Globes 2002 pour son interprétation de Roger Maris.